# Mausendorf (Neuendettelsau)
Mausendorf ist ein Gemeindeteil der Gemeinde Neuendettelsau im Landkreis Ansbach (Mittelfranken, Bayern). Mausendorf liegt in der Gemarkung Aich.

## Geografie
Das Dorf liegt östlich vom Hirtenbuck (429 m ü. NHN). Im Ortsgebiet gelangen linksseitig einige Quellflüsse in die Aurach. Eine Gemeindeverbindungsstraße führt zur Staatsstraße 2410 bei Aich (0,9 km westlich) bzw. zur Kreisstraße AN 17 bei Weißenbronn (1,7 km nordöstlich). Ein Anliegerweg verläuft zur Mausenmühle (0,8 km südöstlich).

## Geschichte
Im Jahr 1255 wurde der Ort als „Muselndorf“ erstmals urkundlich erwähnt. Der Ortsname hat als Bestimmungswort den slawischen Personennamen „Mûzl“. Da auch umliegende Orte (Gottmannsdorf, Kettersbach, Kitschendorf, Nemsdorf, Triebendorf) slawische Personennamen enthalten und die Ortsgestalt an einen slawischen Rundling erinnert, ist an eine slawische Besiedlungwelle zu denken, die für diesen Raum nach 850 stattgefunden hat.
Im Jahr 1253 erhielt das Kloster Heilsbronn durch Schenkung Besitzungen der Mausenmühle (siehe Mausenmühle#Geschichte).
Im Jahr 1255 verpachtete Gertraud, die Frau des Ritters Supplinus vom Stein, ihr Prädium zu Muselndorf an den zehnten Abt Otto. Sie bestimmte in einer vom Stadtgericht Nürnberg ausgefertigten Urkunde Folgendes: „Das Kloster soll mir Zeit meines Lebens 4 Pfund Heller und 12 Simra Korn und Haber jährlich reichen. Überlebt mich mein Ehemann, so soll dieser 40 talenta denariorum beziehen. Stirbt er vor mir, so soll es mir frei stehen, jene Summe zuzuwenden, wem ich will.“ Nach dem Tod ihres Mannes schenkte Gertraud vom Stein dem Abt Rudolf und seinem Kloster dieses Prädium für ihr Seelenheil und eine alljährliche Gedächtnisfeier an ihrem Todestag. Diese Schenkung wurde von ihren Angehörigen nicht anerkannt. Es kam darüber zu einem langwierigen Prozess am kaiserlichen Landgericht, bei dem das Kloster einen günstigen Vergleich erzielte. 1335 schenkte ein Schuhmacher namens Heinrich Pestlin aus Mausendorf seine Güter dem Kloster. Insgesamt waren es acht Anwesen, darunter auch eine Mühle.
Im Jahr 1581 verloren fünf der acht Klosteruntertanen ihre Häuser und Scheunen durch Brand. Insgesamt brannten 11 Gebäude ab. Zwei von den Geschädigten konnten wegen Überschuldung nicht wieder aufbauen, so dass diese Güter an das Kloster heimfielen. Das Kloster hatte lange Zeit Schwierigkeiten, für diese Güter Käufer zu finden. So wurde im Jahr 1594 berichtet: „ganz und gar zu Asche verbrannt, und noch begehrt Niemand zu kaufen und wieder aufzubauen.“
Im 16-Punkte-Bericht des Oberamts Windsbach aus dem Jahr 1608 wurden für Mausendorf 8 Mannschaften verzeichnet: die 3 Bauern und 5 Köbler unterstanden alle dem Klosterverwalteramt Heilsbronn. Außerdem gab es ein Gemeindehirtenhaus. Das Hochgericht übte das brandenburg-ansbachische Kasten- und Stadtvogteiamt Windsbach aus.
Während des Dreißigjährigen Krieges verfiel und verödete das Dorf. Vier Jahre nach dem Krieg konnte man nur mit Mühe den größten Hof mit 68 Morgen Ackerland und 6 Tagewerk Wiesen für 30 Kreuzer bis einen Gulden per Morgen und die Mühle für 50 Gulden an den Mann bringen. Noch im Jahr 1721 lautete der amtliche Bericht: „Mausendorf ist das schlechteste Ort im Amtsbezirk, und für die darin feil stehenden Güter sind keine Käufer zu haben.“
Gegen Ende des 18. Jahrhunderts bildete Mausendorf mit der Mausenmühle eine Realgemeinde bestehend aus 13 Anwesen (1 Hof, 3 Halbhöfe, 1 Gut, 6 Gütlein, 1 Mühle und 1 Hirtenhaus). Das Hochgericht übte das Kasten- und Stadtvogteiamt Windsbach aus. Die Dorf- und Gemeindeherrschaft und Grundherrschaft über alle Anwesen hatte das Klosterverwalteramt Heilsbronn. Von 1797 bis 1808 unterstand der Ort dem Justiz- und Kammeramt Windsbach.
Im Rahmen des Gemeindeedikts wurde Mausendorf dem 1808 gebildeten Steuerdistrikt Aich und der 1810 gegründeten Ruralgemeinde Aich zugeordnet. Im Zuge der Gebietsreform in Bayern wurde diese am 1. Januar 1972 nach Neuendettelsau eingemeindet.

### Historische Ortskarte

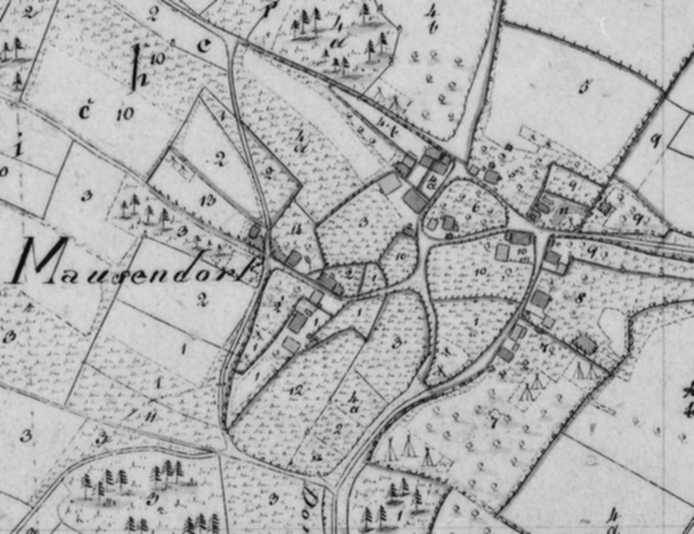
Ortsplan 1826

### Bau- und Bodendenkmäler
- Mausendorf 10: Ein Wohnstallhaus mit eingeschossigem Satteldachbau mit Fachwerkgiebel aus dem 16./17. Jahrhundert[18]
- Einzelfund eines Silexgeräts aus dem Neolithikum[18]
- Freilandstation der Mittelsteinzeit und Siedlungen vorgeschichtlicher Zeitstellung[18]

### Einwohnerentwicklung
| Jahr      | 001818 | 001836 | 001840 | 001861 | 001871 | 001885 | 001900 | 001925 | 001950 | 001961 | 001970 | 001987 | 002007 | 002013 |
| Einwohner | 65     | 67     | 77     | 98 *   | 87     | 69     | 87     | 93     | 87     | 80     | 73     | 68     | 68     | 76     |
| Häuser    | 16     | 14     | 13     |        |        | 16     | 16     | 16     | 16     | 15     |        | 15     |        |        |
| Quelle    | [ 20 ] | [ 21 ] | [ 22 ] | [ 23 ] | [ 24 ] | [ 25 ] | [ 26 ] | [ 27 ] | [ 28 ] | [ 29 ] | [ 30 ] | [ 31 ] | [ 32 ] | [ 1 ]  |

## Religion
Der Ort ist seit der Reformation evangelisch-lutherisch geprägt und war ursprünglich nach St. Maria (Großhaslach) gepfarrt, von 1473 bis 1545 nach St. Kunigund (Reuth) und seit 1545 nach St. Michael (Weißenbronn). Die Einwohner römisch-katholischer Konfession waren ursprünglich nach St. Vitus (Veitsaurach) gepfarrt, später war die Pfarrei Unsere Liebe Frau (Heilsbronn) zuständig, seit 1992 ist es die Pfarrei St. Franziskus (Neuendettelsau).